# 精装盒漫画

《美少女战士》（左）—《真珠美人鱼》（右）
18卷的《美少女战士》合并为3册。6卷的《真珠美人鱼》合并为两册。

精装盒漫画是2000年—2009年在中国大陆流行的日本漫画中文翻版形式。

## 由来
由于日本漫画产量庞大，中国大陆为节省资源，将漫画单行本的4页合并为一页而编制成四拼一版的漫画收录于精装盒来以珍藏版、精装版、礼盒版的名义销售，实际上一册里收录着单行本很多册的内容。大多均以长篇漫画为主。

## 版权问题
精装盒漫画又被当地人称为四拼一漫画，其中大多都是以简体中文版来发行，实际上未经受任何出版权发行，而这些漫画都是以台湾授权版及香港授权版盗版、改编为简体中文来非法出售的，2008年—2009年受到查处，精装盒漫画将在各书店中强行撤下架来，之后世面上则销售起了内蒙古人民出版社在日本正式授权的简体中文版的单行本漫画。

## 发行精装盒漫画的出版社
- 远方出版社
- 新疆少儿出版社
- 新疆青少年出版社